# Machaeropsis valida
Machaeropsis valida is een halfvleugelig insect uit de familie Machaerotidae. De wetenschappelijke naam van deze soort is voor het eerst geldig gepubliceerd in 1903 door Melichar.